# 1920 في نيوزيلندا
فيما يلي قوائم الأحداث التي وقعت خلال عام 1920 في نيوزيلندا.

## سياسة

### تعيين في المنصب
- 3 أبريل – إرنست لي وزير العدل [الإنجليزية]‏.

## مواليد

### يناير
- 6 يناير – وينفريد لورانس
- 14 يناير – دون بيرد لاعب كركيت نيوزيلندي.
- 24 يناير – جيرارد وول سياسي نيوزيلندي.
- 31 يناير – جاك غودارد

### فبراير
- 9 فبراير – فرد ألين لاعب اتحاد رغبي نيوزيلندي.
- 17 فبراير – دوروثيا آن فرانشي

### مارس
- 9 مارس – جون نيوتن لاعب دوري رغبي نيوزيلندي.

### أبريل
- 5 أبريل – بات رالف
- 12 أبريل – ألان إدواردز

### مايو
- 1 مايو – ألان بورغس لاعب كركيت نيوزيلندي.

### أغسطس
- 29 أغسطس – اريك باتشيلور

### سبتمبر
- 29 سبتمبر – فاليري تود ديفيز
- 30 سبتمبر – تريفور هورن سياسي نيوزلندي.

### أكتوبر
- 7 أكتوبر – لويس بيكر لاعب كريكت نيوزلندي.
- 28 أكتوبر – بوب ستيوارت لاعب رغبي نيوزيلندي.

### نوفمبر
- 7 نوفمبر – جون ماكدونالد طبيب نفسي نيوزيلندي.
- 16 نوفمبر – رونالد دافيسون محامي نيوزلندي.

## وفيات

### يناير
- 1 يناير – جورج روبرتسون (مواليد 1859) لاعب اتحاد رغبي نيوزيلندي.

### نوفمبر
- 1 نوفمبر – سيريل مونتفورت (مواليد 1853) مهندس معماري نيوزيلندي.
- 28 نوفمبر – بيتر ويب (مواليد 1854) لاعب اتحاد رغبي نيوزيلندي.

### ديسمبر
- 3 ديسمبر – دان لونش (مواليد 1854) لاعب كريكت نيوزلندي.